# Ronamossen/Klockesjömyren
Ronamossen/Klockesjömyren  är ett naturreservat i Ljungby kommun i Kronobergs län.
Området ligger väster om Ljungby nära Angelstad och består av två separata delar, Ronamossen och Klockesjömyren. De är skyddade sedan 2000 och omfattar 385 hektar.

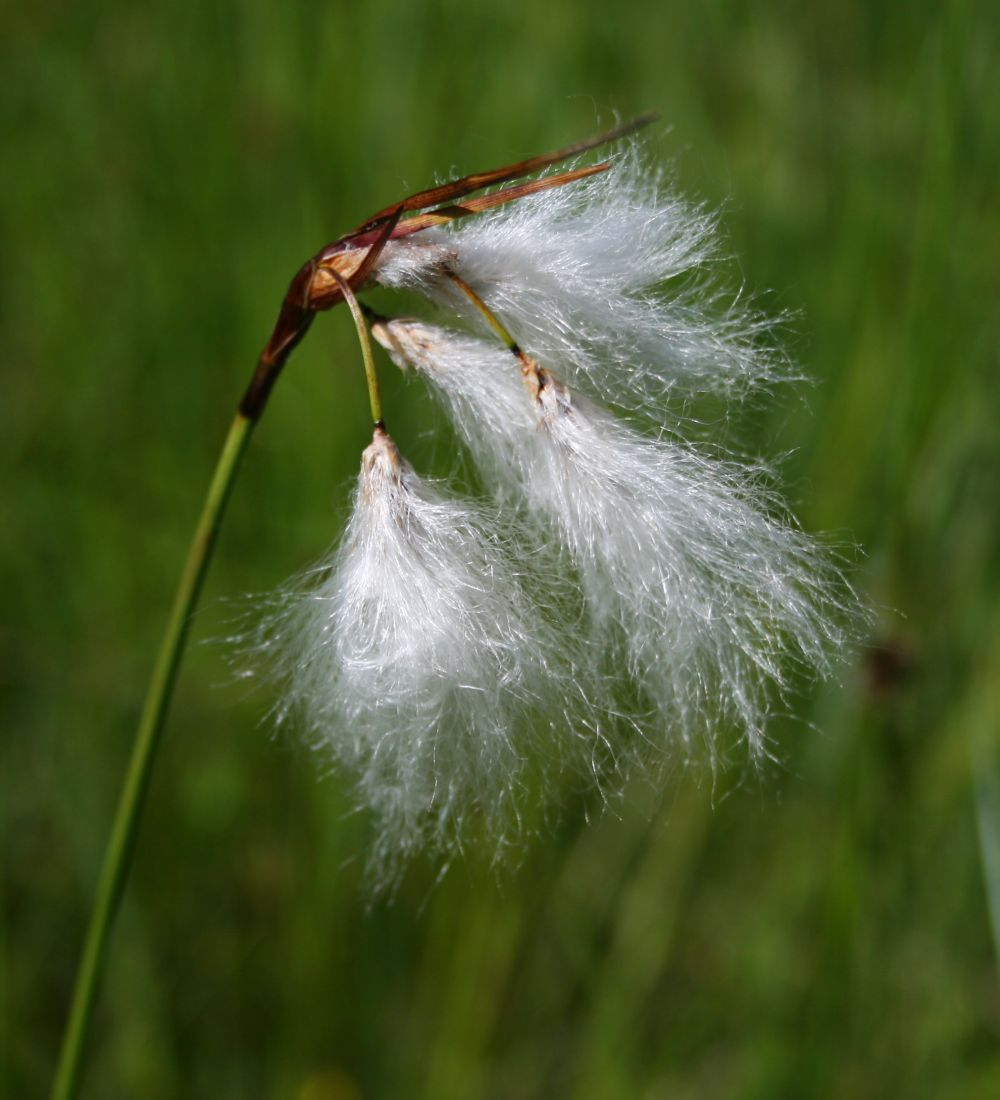
Ängsull

På de fuktiga myrarna växer myrlilja, klockljung och ängsull. På fastmarksöarna finns 100-årig barrblandskog. I östra delen av Ronamossen finns gammal bokskog. Där finns flera ovanliga lavarter. Trana, ljungpipare och tofsvipa häckar i området. Även enkelbeckasin och orrar förekommer.
I Klockesjömyren finns de två sjöarna Klockesjö och Skinne sjö.